# آلخاندرا اسپینوزا
آلخاندرا ماررو (نام خانوادگی: Espinoza Cruz ; زاده ۲۷ مارس ۱۹۸۷) مجری و بازیگر تلویزیون مکزیکی است. او در ۲۲ مه ۲۰۰۷ برنده سال اول مسابقه زیبایی یونیویزیون / برنامه تلویزیونی واقعیت تلویزیونی زیبایی لاتین ما شد.
اسپینوزا در تیجوانا از خانواده ای ده فرزندی به دنیا آمد. نام مادرش رزا ماریا است و در سال ۲۰۰۱ به همراه خانواده اش به سن یسیدرو، کالیفرنیا مهاجرت کرد. اسپینوزا در یک رستوران فست فود کار می‌کرد و در اوقات فراغت خود در مسابقات زیبایی شرکت می‌کرد.

## فیلم‌شناسی

### فیلم
| سال  | عنوان       | نقش             | یادداشت |
| ---- | ----------- | --------------- | ------- |
| ۲۰۱۷ | دوس کامینو  | میگولینا        |         |
| ۲۰۲۱ | میزبان کامل | لورنا           |         |
| ۲۰۲۱ | جادو        | کارولینا کاستیو |         |

### تلویزیون
| سال  | عنوان        | نقش              | یادداشت‌ها |
| ---- | ------------ | ---------------- | --------- |
| ۲۰۲۰ | روبی         | سونیا آریستیمونو | نقش اصلی  |
| ۲۰۲۲ | کرازون گیررو | مارلیوز گارسیا   | نقش اصلی  |

### نماهنگ
| سال  | عنوان           | هنرمند (های)            | نقش |
| ---- | --------------- | ----------------------- | --- |
| ۲۰۱۴ | " گلوله آتشین " | شاهکار پیتبول جان رایان | زن  |